# Rhabdastrella virgula
Rhabdastrella virgula är en svampdjursart som beskrevs av Boury-Esnault 1973. Rhabdastrella virgula ingår i släktet Rhabdastrella och familjen Ancorinidae. Inga underarter finns listade i Catalogue of Life.